# Marko Lešković
Marko Lešković (Našice, 27 aprile 1991) è un calciatore croato, difensore dello Slaven Belupo.

## Carriera

### Club

#### Osijek e il prestito allo Suhopolje
Inizia la sua carriera calcistica nelle giovanili dell'Osijek con il quale firma, nel 2009, il suo primo contratto da professionista. Ad inizio della stagione 2010-2011 viene ceduto, in prestito, allo Suhopolje militante nella Druga HNL, seconda divisione del calcio croato. Durante l'esperienza in prestito ottiene un bottino di 14 presenze e 4 reti e grazie alle sue buone prestazioni viene richiamato, durante il mercato invernale, dalla propria squadra con la quale esordisce il 5 marzo 2011 in occasione della vittoria casalinga, per 2-1, contro l'Istra 1961. Conclude la stagione con un totale di 2 presenze.
Il 20 marzo 2012, durante la seconda stagione con la maglia dell'Osijek, sigla la sua prima rete con la maglia bianco-blu in occasione del pareggio esterno, per 2-2, contro lo Zagabria firmando il momentaneo 1-2. Il 9 maggio successivo, dopo aver pareggiato l'andata per 0-0, perde la finale di Coppa di Croazia, per 3-1, contro la Dinamo Zagabria. Conclude la stagione con un bottino di 25 presenze e 1 rete.
Il 5 luglio 2012 gioca la sua prima partita in campo internazionale, in occasione della partita d'andata del primo turno di UEFA Europa League contro gli andorrani del Santa Coloma, partita vinta per 0-1. A febbraio 2013 viene acquistato dal Rijeka per una cifra vicina ai 500.000 euro, comunque il club di Fiume decide di lasciarlo in prestito all'Osijek fino alla fine della stagione. Alla conclusione di essa il giovane difensore croato totalizza 35 presenze e 6 reti e quindi lascia il club con un totale di 62 presenze e 7 reti.

#### Rijeka
Fa il suo esordio il 25 luglio 2013 in occasione del secondo turno di Europa League contro i gallesi del Prestatyn Town, partita vinta per 0-3. Il 4 agosto successivo mette a segno il suo primo gol con la nuova maglia, aprendo le marcature nella vittoria esterna, per 1-2, contro lo Zara. Il 19 settembre 2013 gioca la sua prima partita, persa per 4-0, nella fase a gironi di Europa League contro i portoghesi del Vitória Guimarães. Il 13 maggio 2014 vince la sua prima Coppa di Croazia poiché il Rijeka batte la Dinamo Zagabria per 2-0. Qualche giorno più tardi conclude il campionato piazzandosi al secondo posto, dietro alla Dinamo Zagabria, qualificandosi così alla Europa League 2014-2015. Nella sua prima stagione nel Rijeka totalizza 25 presenze e 2 reti.
Seppur non scendendo in campo, l'11 luglio 2014 vince la Supercoppa di Croazia battendo la Dinamo Zagabria per 1-2. Il 31 luglio successivo mette a segno la sua prima rete in Europa League aprendo le marcature della vittoria, per 1-5, contro i faroesi del Víkingur. Il 30 maggio 2015 conclude il campionato per il secondo anno consecutivo al secondo posto, dietro alla Dinamo Zagabria, qualificandosi per la Europa League 2015-2016. Conclude la seconda stagione con un bottino di 41 presenze e 4 reti.

#### Dinamo Zagabria
Il 23 luglio 2016 passa, a titolo definitivo, alla Dinamo Zagabria. L'esordio arriva il 18 febbraio 2017, 210 giorni dopo il suo arrivo a Zagabria, in occasione della vittoria casalinga, per 1-0, contro lo Slaven Belupo. Il 1º aprile successivo mette a segno la sua prima rete con la maglia dei Modri in occasione della vittoria casalinga, per 2-1, contro l'Osijek dove mette a segno il gol vittoria. Il 31 maggio 2017 perde la finale di Coppa di Croazia, per 1-3, contro il Rijeka sua ex squadra. Conclude la sua prima stagione con la maglia della Dinamo Zagabria con un bottino di 17 presenze e 1 rete.
Il 27 luglio 2017 disputa la sua prima partita in campo internazionale, con la maglia della Dinamo, in occasione del terzo turno preliminare, di Europa League vinto per 2-1, contro i norvegesi dell'Odd. Il 19 maggio 2018 vince il suo primo campionato croato mentre quattro giorni più tardi vince la sua seconda coppa nazionale poiché la squadra si impone, per 1-0, contro l'Hajduk Spalato. Chiude la stagione con 17 presenze e due titoli vinti.

### Nazionale
Dopo aver giocato per le varie selezioni giovanili croate, il 12 novembre 2014 scende in campo, da titolare, con la maglia della Nazionale maggiore in occasione dell'amichevole persa, per 2-1, contro la Nazionale argentina.

## Statistiche

### Presenze e reti nei club
Statistiche aggiornate al 16 febbraio 2025.
| Stagione               | Squadra                | Campionato             | Campionato | Campionato | Coppe nazionali | Coppe nazionali | Coppe nazionali | Coppe continentali | Coppe continentali | Coppe continentali | Altre coppe | Altre coppe | Altre coppe | Totale | Totale |
| Stagione               | Squadra                | Comp                   | Pres       | Reti       | Comp            | Pres            | Reti            | Comp               | Pres               | Reti               | Comp        | Pres        | Reti        | Pres   | Reti   |
| ---------------------- | ---------------------- | ---------------------- | ---------- | ---------- | --------------- | --------------- | --------------- | ------------------ | ------------------ | ------------------ | ----------- | ----------- | ----------- | ------ | ------ |
| 2010-gen. 2011         | Suhopolje              | 2.HNL                  | 14         | 4          | CC              | 3               | 0               | -                  | -                  | -                  | -           | -           | -           | 17     | 4      |
| gen.-giu. 2011         | Osijek                 | 1.HNL                  | 2          | 0          | CC              | 0               | 0               | -                  | -                  | -                  | -           | -           | -           | 2      | 0      |
| 2011-2012              | Osijek                 | 1.HNL                  | 19         | 1          | CC              | 6               | 0               | -                  | -                  | -                  | -           | -           | -           | 25     | 1      |
| 2012-2013              | Osijek                 | 1.HNL                  | 28         | 4          | CC              | 4               | 2               | UEL                | 3                  | 0                  | -           | -           | -           | 35     | 6      |
| Totale Osijek          | Totale Osijek          | Totale Osijek          | 49         | 5          |                 | 10              | 2               |                    | 3                  | 0                  |             | -           | -           | 62     | 7      |
| 2013-2014              | Rijeka                 | 1.HNL                  | 15         | 2          | CC              | 5               | 0               | UEL                | 5                  | 0                  | -           | -           | -           | 25     | 2      |
| 2014-2015              | Rijeka                 | 1.HNL                  | 27         | 0          | CC              | 5               | 3               | UEL                | 9                  | 1                  | SC          | 0           | 0           | 41     | 4      |
| 2015-2016              | Rijeka                 | 1.HNL                  | 20         | 1          | CC              | 0               | 0               | UEL                | 1                  | 0                  | -           | -           | -           | 21     | 1      |
| Totale Rijeka          | Totale Rijeka          | Totale Rijeka          | 62         | 3          |                 | 10              | 3               |                    | 15                 | 1                  |             | -           | -           | 87     | 7      |
| 2016-2017              | Dinamo Zagabria        | 1.HNL                  | 15         | 1          | CC              | 2               | 0               | UCL                | 0                  | 0                  | -           | -           | -           | 17     | 1      |
| 2017-2018              | Dinamo Zagabria        | 1.HNL                  | 13         | 0          | CC              | 3               | 0               | UEL                | 1                  | 0                  | -           | -           | -           | 17     | 0      |
| 2018-2019              | Dinamo Zagabria        | 1.HNL                  | 6          | 2          | CC              | 1               | 0               | UCL                | 0                  | 0                  | -           | -           | -           | 7      | 2      |
| Totale Dinamo Zagabria | Totale Dinamo Zagabria | Totale Dinamo Zagabria | 34         | 3          |                 | 6               | 0               |                    | 1                  | 0                  |             | -           | -           | 41     | 3      |
| 2021-2022              | Kerala Blasters        | ISL                    | 18+3       | 0          | -               | -               | -               | -                  | -                  | -                  | DC          | 0           | 0           | 21     | 0      |
| 2022-2023              | Kerala Blasters        | ISL                    | 14+1       | 1          | SC              | 3               | 0               | -                  | -                  | -                  | DC          | 0           | 0           | 18     | 1      |
| 2023-2024              | Kerala Blasters        | ISL                    | 11+1       | 0          | SC              | 2               | 0               | -                  | -                  | -                  | DC          | 0           | 0           | 14     | 0      |
| Totale Kerala Blasters | Totale Kerala Blasters | Totale Kerala Blasters | 48         | 1          |                 | 5               | 0               |                    | -                  | -                  |             | -           | -           | 53     | 1      |
| 2024-2025              | Slaven Belupo          | 1.HNL                  | 2          | 0          | CC              | 0               | 0               | -                  | -                  | -                  | -           | -           | -           | 2      | 0      |
| Totale carriera        | Totale carriera        | Totale carriera        | 209        | 16         |                 | 34              | 5               |                    | 19                 | 1                  |             | 0           | 0           | 262    | 22     |

### Cronologia presenze e reti in nazionale
| Cronologia completa delle presenze e delle reti in nazionale ― Croazia | Cronologia completa delle presenze e delle reti in nazionale ― Croazia | Cronologia completa delle presenze e delle reti in nazionale ― Croazia | Cronologia completa delle presenze e delle reti in nazionale ― Croazia | Cronologia completa delle presenze e delle reti in nazionale ― Croazia | Cronologia completa delle presenze e delle reti in nazionale ― Croazia | Cronologia completa delle presenze e delle reti in nazionale ― Croazia | Cronologia completa delle presenze e delle reti in nazionale ― Croazia |
| Data                                                                   | Città                                                                  | In casa                                                                | Risultato                                                              | Ospiti                                                                 | Competizione                                                           | Reti                                                                   | Note                                                                   |
| ---------------------------------------------------------------------- | ---------------------------------------------------------------------- | ---------------------------------------------------------------------- | ---------------------------------------------------------------------- | ---------------------------------------------------------------------- | ---------------------------------------------------------------------- | ---------------------------------------------------------------------- | ---------------------------------------------------------------------- |
| 12-11-2014                                                             | Londra                                                                 | Argentina                                                              | 2 – 1                                                                  | Croazia                                                                | Amichevole                                                             | -                                                                      | 84’                                                                    |
| 7-6-2015                                                               | Varaždin                                                               | Croazia                                                                | 4 – 0                                                                  | Gibilterra                                                             | Amichevole                                                             | -                                                                      |                                                                        |
| 17-11-2015                                                             | Rostov sul Don                                                         | Russia                                                                 | 1 – 3                                                                  | Croazia                                                                | Amichevole                                                             | -                                                                      |                                                                        |
| 28-3-2017                                                              | Tallinn                                                                | Estonia                                                                | 3 – 0                                                                  | Croazia                                                                | Amichevole                                                             | -                                                                      | 67’                                                                    |
| Totale                                                                 |                                                                        | Presenze                                                               | 4                                                                      |                                                                        | Reti                                                                   | 0                                                                      |                                                                        |

| Cronologia completa delle presenze e delle reti in nazionale ― Croazia under 21 | Cronologia completa delle presenze e delle reti in nazionale ― Croazia under 21 | Cronologia completa delle presenze e delle reti in nazionale ― Croazia under 21 | Cronologia completa delle presenze e delle reti in nazionale ― Croazia under 21 | Cronologia completa delle presenze e delle reti in nazionale ― Croazia under 21 | Cronologia completa delle presenze e delle reti in nazionale ― Croazia under 21 | Cronologia completa delle presenze e delle reti in nazionale ― Croazia under 21 | Cronologia completa delle presenze e delle reti in nazionale ― Croazia under 21 |
| Data                                                                            | Città                                                                           | In casa                                                                         | Risultato                                                                       | Ospiti                                                                          | Competizione                                                                    | Reti                                                                            | Note                                                                            |
| ------------------------------------------------------------------------------- | ------------------------------------------------------------------------------- | ------------------------------------------------------------------------------- | ------------------------------------------------------------------------------- | ------------------------------------------------------------------------------- | ------------------------------------------------------------------------------- | ------------------------------------------------------------------------------- | ------------------------------------------------------------------------------- |
| 10-9-2012                                                                       | Alicante                                                                        | Spagna under 21                                                                 | 6 – 0                                                                           | Croazia under 21                                                                | Qual. Europeo Under-21 2013                                                     | -                                                                               | 75’                                                                             |
| 5-2-2013                                                                        | Pola                                                                            | Croazia under 21                                                                | 2 – 3                                                                           | Paesi Bassi under 21                                                            | Amichevole                                                                      | -                                                                               | 51’                                                                             |
| Totale                                                                          |                                                                                 | Presenze                                                                        | 2                                                                               |                                                                                 | Reti                                                                            | 0                                                                               |                                                                                 |

| Cronologia completa delle presenze e delle reti in nazionale ― Croazia under 20 | Cronologia completa delle presenze e delle reti in nazionale ― Croazia under 20 | Cronologia completa delle presenze e delle reti in nazionale ― Croazia under 20 | Cronologia completa delle presenze e delle reti in nazionale ― Croazia under 20 | Cronologia completa delle presenze e delle reti in nazionale ― Croazia under 20 | Cronologia completa delle presenze e delle reti in nazionale ― Croazia under 20 | Cronologia completa delle presenze e delle reti in nazionale ― Croazia under 20 | Cronologia completa delle presenze e delle reti in nazionale ― Croazia under 20 |
| Data                                                                            | Città                                                                           | In casa                                                                         | Risultato                                                                       | Ospiti                                                                          | Competizione                                                                    | Reti                                                                            | Note                                                                            |
| ------------------------------------------------------------------------------- | ------------------------------------------------------------------------------- | ------------------------------------------------------------------------------- | ------------------------------------------------------------------------------- | ------------------------------------------------------------------------------- | ------------------------------------------------------------------------------- | ------------------------------------------------------------------------------- | ------------------------------------------------------------------------------- |
| 10-8-2010                                                                       | Ludbreg                                                                         | Croazia under 20                                                                | 1 – 0                                                                           | Bielorussia under 20                                                            | Amichevole                                                                      | 1                                                                               | 66’                                                                             |
| 6-8-2011                                                                        | Armenia                                                                         | Croazia under 20                                                                | 0 – 1                                                                           | Guatemala under 20                                                              | Mondiali Under-20 2011 - 1º turno                                               | -                                                                               | 34’                                                                             |
| Totale                                                                          |                                                                                 | Presenze                                                                        | 2                                                                               |                                                                                 | Reti                                                                            | 1                                                                               |                                                                                 |

## Palmarès

### Club

#### Competizioni nazionali
- Coppa di Croazia: 2

Rijeka: 2013-2014
Dinamo Zagabria: 2017-2018
- Supercoppa di Croazia: 2

Rijeka: 2014
Dinamo Zagabria: 2019
- Campionato croato: 2

Dinamo Zagabria: 2017-2018, 2018-2019